# Eriogonum sarahiae
Eriogonum sarahiae är en slideväxtart som beskrevs av N.D.Atwood & A.Clifford. Eriogonum sarahiae ingår i släktet Eriogonum och familjen slideväxter. Inga underarter finns listade i Catalogue of Life.